# نزهة المشتاق في اختراق الآفاق
نزهة المشتاق في اختراق الآفاق أو كتاب روجر كتاب من كتب الرحلات ألفه الإدريسي، ويعتبر هذا الكتاب موسوعة جغرافية للعالم في القرن الثاني عشر.
ألَف الإدريسي هذا الكتاب للملك روجر الثاني بناء على طلبه يُعرف العمل أيضاً في العربية باسم كتاب روجر وفي اللاتينية باسم تابيولا روجريانا، وقد ضمنه كل ما عرفه الأقدمون من معلومات سليمة، وأضاف إليها ما اكتسبه هو وما رآه ورصده في رحلاتهِ واختباراتهِ، وقد ظل هذا الكتاب مرجعاً لعلماء أوروبا مدة زادت على 300 سنة، ويحتوي على حوالي ألف وسبعين خريطة، وقد حققه المستشرق أومبرتو ريتستانو

## نسب صاحب الكتاب
هو محمد بن محمد بن عبد الله بن إدريس بن يحيى بن علي بن حمود بن ميمون بن أحمد بن علي بن عبيد الله بن عمر بن عبد الله بن الحسن بن علي الشريف الإدريسي. فنسبه إذن ينتهي بعلي بن أبي طالب ويرجع لقبه الإدريسي نسبه إلى جده الأعلى إدريس الأول مؤسس دولة الأدارسة بمراكش. أما لقبه الحمودي فهو نسبه الأدنى الذي يرجع إلى جده حمود مؤسس الدولة الحمودية في جنوبي الأندلس
(نزهة المشتاق في اختراق الآفاق)

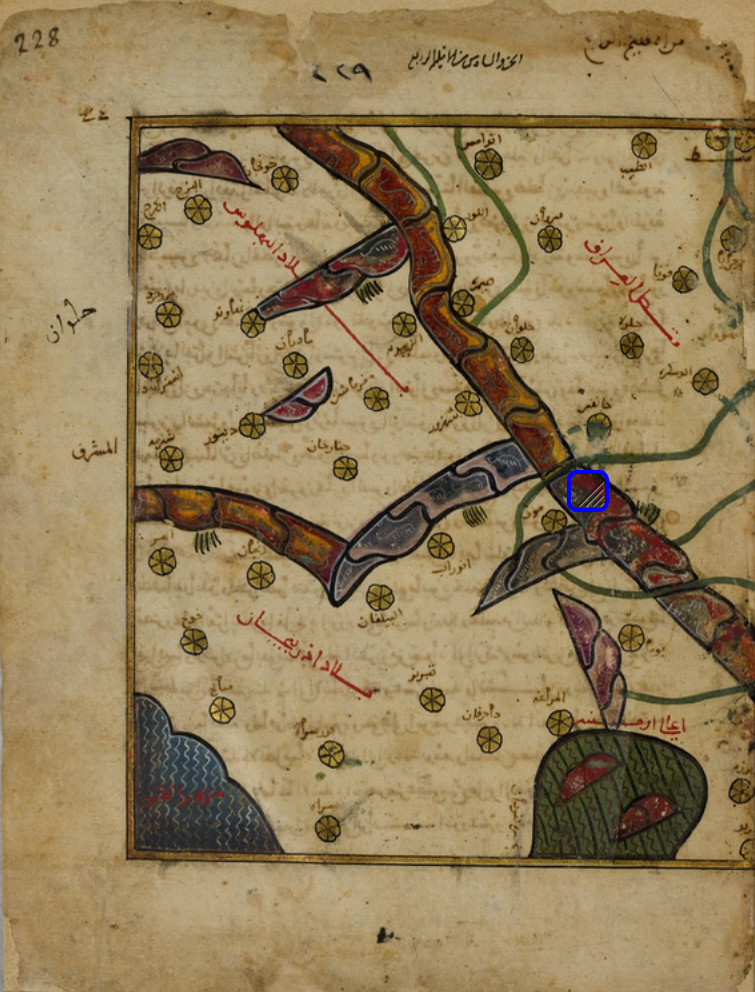
تظهر أرمينيا في أسفل الوسط وأذربيجان في الزاواية اليسرى السفية، وغرب وسط ايران في أعلى اليسار، وجزء صغير من بحر قزوين في أسفل اليسار، مع جبال زاغروس في الأسفل. القسم السادس من المناخ الرابع من أقدم مخطوطة باقية من كتاب نزهة المشتاق للإدريسي، نسخت حوالى عام 1300.

نزهة المشتاق في اختراق الآفاق، (بمعنى "رحلة المشتاق الى اختراق الأفاق البعيدة")، والمعروف في الغرب باسم تابولا روجريانا ("كتاب روجر باللاتينية")، هو أطلس جغرافي أمر به الملك النورماني روجر الثاني في عام 1138 وأكمله الجغرافي العربي محمد الإدريسي في عام 1154. يتضمن الأطلس 70 خريطة للعالم المعروف مع الأوصاف والتعليقات المرتبطة بكل موقع محدد من قبل الإدريسي.

## وصف

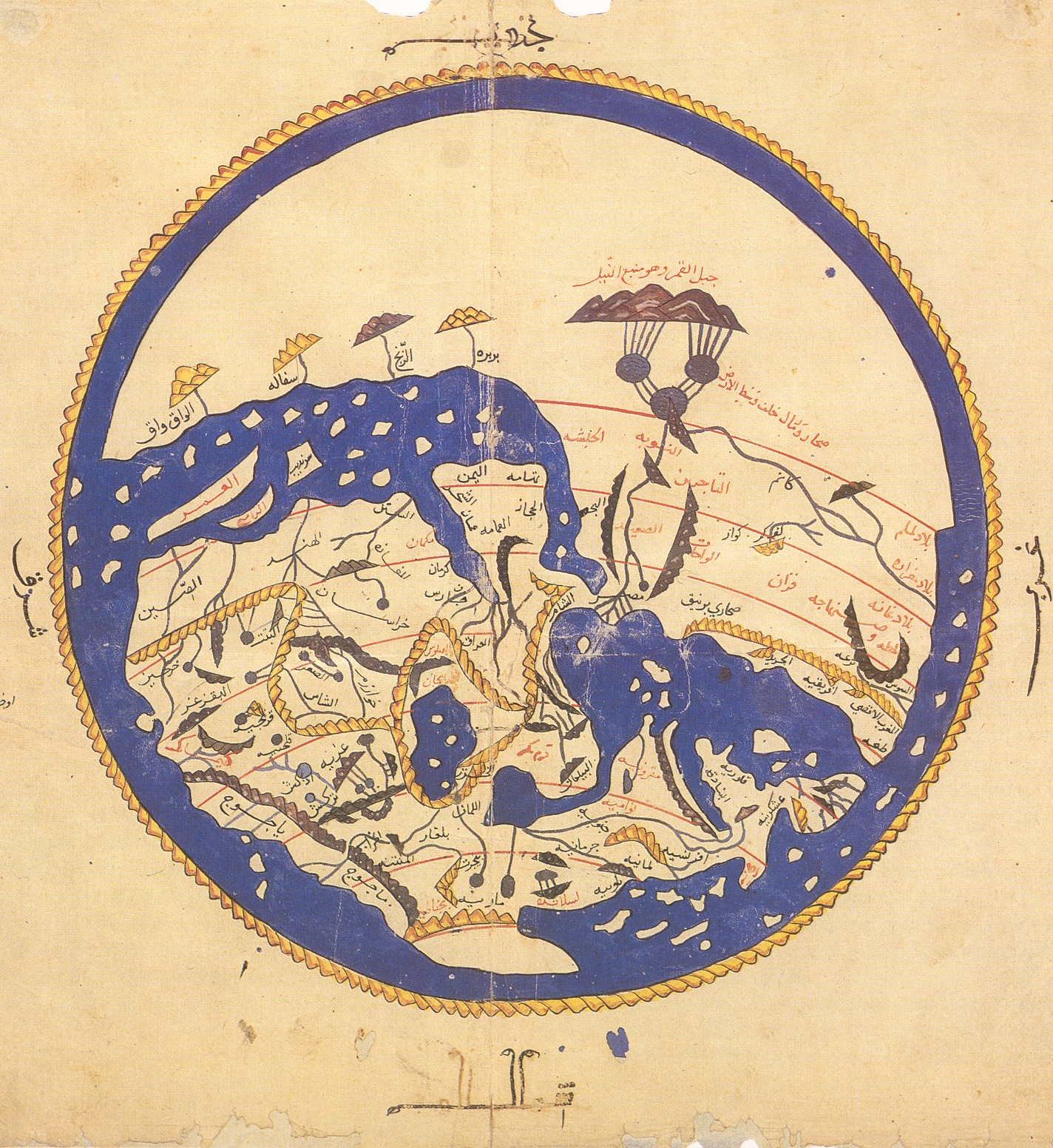
خريطة العالم للإدريسي من نسخة على بن حسن الحوفي القاسمي سنة 1456. وهى مثال على خرائط العالم الدائرية التى أدرجت في المخطوطة في الطبعات اللاحقة.

الكتاب، المكتوب باللغة العربية، مقسم إلى سبع "مناطق مناخية"، وكل منها مقسم إلى عشرة أقسام. كل قسم يحتوي على خريطة تمتد عبر صفحتين، ليصل العدد الإجمالي إلى 70 خريطة. تم توجيه الخرائط بحيث يكون الشمال في الأسفل، والجنوب في الأعلى، ومكة في المنتصف.  وتم تنظيم كل خريطة وفقًا لنظام إحداثيات، وعلى الرغم من عدم دقته وفقا للمعايير الحديثة، إلا أنه ضمن مستوى من الدقة والتناسق في المقياس من خريطة لأخرى. أضاف الإدريسي صفحات من التعليقات بعد كل خريطة قام بإعدادها. يتضمن النص أوصافًا للأوضاع الفيزيائية والثقافية والسياسية والاجتماعية والاقتصادية لكل منطقة. كانت هذه المعلومات دقيقة إلى حد كبير، مع إرجاع التناقضات إلى روايات خاطئة من المسافرين الذين تمت مقابلتهم. تعكس الخريطة وتفاصيلها أيضًا الهدف الأصلي للراعي الذي طلب إعدادها. فقد كانت المناطق في شمال إفريقيا وأوروبا الأقرب إلى مملكة روجر الثاني تحتوي على معلومات أكثر دقة، بينما كانت المناطق الأبعد مثل جنوب شرق آسيا أقل تفصيلًا. ويعكس ذلك رغبة روجر الثاني في معرفة المزيد عن مملكته والمناطق المحيطة بها، فضلا عن الخبرة الشخصية الأكبر للإدريسي بهذه الأراضي. وقد أظهر العمل، على حد تعبير الإدريسي، "المناطق المناخية السبع، مع بلدانها ومقاطعاتها، وسواحلها وأراضيها، وخليجاتها وبحارها، ومجاريها المائية ومصبات أنهارها".
قدّر الكتاب محيط الأرض بحوالي 37,000 كيلومتر (23,000 ميل) – بخطأ يقل عن 10 بالمئة – وأشار إلى مفهوم الجاذبية. وعند تجميع الخرائط المختلفة معا، تشكلت خريطة مستطيلة للعالم المعروف. وفي الاصدارات اللاحقة، أضيفت خريطة دائرية أصغر للعالم، حيث تم رسم الجنوب فيها للأعلى وكانت مكة في المنتصف الى المخطوطة. عُرف كتاب الإدريسي باسم "كتاب روجر". وقد دُمِّر الأطلس الأصلي والقرص الفضي في ثورة قادها ماثيو بونيلوس عام 1160. تمتعت المخطوطة بشعبية واسعة واستخدام كبير في جميع أنحاء العالم. قام الباحث في العصور الوسطى غابرييل سيوينتا بترجمة الكتاب إلى اللاتينية وطُبع في باريس عام 1619. تُرجم الكتاب أيضًا إلى الإسبانية، والألمانية، والروسية، والفنلندية، والفرنسية، والإيطالية، والنمساوية، والسويدية.  تبقى عشر نسخ من الكتاب في ظروف مختلفة، خمس منها عبارة عن مخطوطات كاملة.  يوجد اثنان من هذه المخطوطات حاليًا في المكتبة الوطنية الفرنسية، بما في ذلك أقدمها، والتى يرجع تاريخها إلى حوالي عام 1325، (المخطوطة  العربية 2221). ترجع التناقضات الموجودة بين المخطوطات المختلفة إلى حقيقة أن الإدريسي ترك مسودات متعددة مختلفة للعمل الأصلي. توجد نسخة أخرى، صُنعت في القاهرة عام 1553، في مكتبة بودليان بأكسفورد (المخطوطة بوكوك 375). وقد حصلت عليها المكتبة عام 1692. يتم الاحتفاظ بالمخطوطة الأكثر اكتمالا، والتى تتضمن خريطة العالم وجميع الخرائط المقطعية السبعين، موجودة في إسطنبول.
بالإضافة إلى ذلك، أنشأ الإدريسي نسخة مختصرة من الكتاب لصالح ابن روجر الثاني، وليام الثاني. يعرف هذا الكتاب بـ "الإدريسي الصغير"، ولا يزال موجودًا في عدة نسخ، ويعد مصدرًا هامًا لما يعرفه العلماء اليوم عن العمل الأصلي الموسع للإدريسي.

## دلالة
كان لهذه المجموعة من الخرائط تأثير عميق استمر لعدة قرون. وقد أشاد بها العديد من العلماء المعاصرين كأعظم عمل جغرافي في تلك الفترة.  علاوة على ذلك، أثّر الأطلس في الأعمال الجغرافية اللاحقة بتقنياته، مما ألهم خرائط ذات دقة مشابهة.
بالإضافة إلى ذلك، مثّلت خرائط الإدريسي تحوّلًا في فلسفة رسم الخرائط. رغم أن الإحداثيات المستخدمة كانت غير دقيقة وفقا للمعايير الحديثة، الا إنها توضح أن رسم الخرائط كان في الأساس مسعىً علميًا. وعلى عكس صانعي الخرائط السابقين، سعى الإدريسي إلى أن يكون دقيقًا قدر الإمكان وأن يقدم أكبر قدر ممكن من المعلومات الموثوقة عن مختلف مناطق العالم، خاصة تلك الواقعة ضمن مملكة روجر الثاني. ويتناقض هذا بشدة مع الخرائط المسيحية السابقة، التي اعتمدت بشكل أساسي على الكتاب المقدس. في حين أن رسامي الخرائط المسلمون كانوا عمومًا أكثر دقة من نظرائهم المسيحيين، إلا أنهم كانوا يلجؤون أيضًا إلى التجريد في رسم الخرائط. وهذا جعل خريطة الإدريسي فريدة من نوعها في نطاقها وطموحاتها، حيث طبّق تقنيات مدرسة البَلخي للجغرافيا على نطاق غير مسبوق واشتملت على وصف دقيق لجميع المناطق التي صورتها.
وفي القرن التاسع عشر، شهدت المخطوطة اهتمامًا وشعبية متجددين مع صعود الاستشراق وزيادة الاهتمام بالشرق. قام المستشرقون بإعادة طباعة الكتاب على نطاق واسع. ففي عام 1799، أعاد خوسيه أنطونيو كوندي في مدريد طباعة القسم المتعلق بالأندلس باللغة العربية الأصلية مع ترجمة إسبانية. وفي عام 1828، أعاد روزين مولر طباعة القسم المتعلق بسوريا الكبرى وفلسطين في لايبزيغ. وفي عام 1864، أعاد راينهارت دوزي طباعة القسم الذي يحتوي على معلومات عن المغرب والسودان ومصر والأندلس في ليون. استُخدمت هذه الخرائط في مجموعة متنوعة من الأنشطة، بدءًا من العرض وحتى التدريس والدراسة.
وعن عمل الإدريسي، علّق اس بي سكوت قائلاً:
تُعدُّ موسوعة الإدريسي علامة فارقة في تاريخ العلم. فليست المعلومات التاريخية التى يتضمنها الكتاب مثيرة للاهتمام وقيمة فحسب، بل إن وصفها للعديد من أجزاء الأرض ما زال يعتبر موثوقًا به. وعلى مدار ثلاثة قرون، فقد ظل الجغرافيون ينسخون خرائطه دون تغيير. ولا يختلف الموقع النسبي للبحيرات التي تشكل نهر النيل، كما ورد في عمله، لا يختلف كثيرًا عن الموقع الذي حدده كل من بيكر وستانلي بعد أكثر من سبعمائة عام، وعددها هو نفسه. ولم تكن عبقرية الإدريسي الميكانيكية أقل من سعة علمه؛ فقد بلغ قطر الكرة السماوية والأرضية الفضية التى بناها لراعيه الملكي حوالي ستة أقدام، وتزن نحو أربعمائة وخمسين رطلًا. وكان محفورًا على أحد الجانبين البروج والأبراج، بينما قُسِّم الجانب الآخر -الى أجزاء للراحة-  كانت المسطحات المائية والأرضية، مع تحديد مواقع البلدان المختلفة.
توجد حاليًا عشر نسخ مخطوطة من كتاب روجر، خمس منها تحتوي على النص الكامل، وثمانٍ منها تحتوي على الخرائط. توجد نسختان في المكتبة الوطنية الفرنسية، بما في ذلك أقدمها، التي يعود تاريخها إلى حوالي عام 1325 (المخطوطة العربية 2221). وتوجد نسخة أخرى، صُنعت في القاهرة عام 1553، في مكتبة بودليان بأكسفورد (المخطوطة بوكوك. 375)، وقد حصلت عليها المكتبة عام 1692. أما المخطوطة الأكثر اكتمالًا، والتي تحتوي على الخريطة العالمية وجميع الخرائط المقطعية السبعين، فهي محفوظة في إسطنبول."

## إنشاء الأطلس
حوالي عام 1138، دعا الملك النورماني لصقلية، روجر الثاني، الجغرافي المسلم الإدريسي إلى بلاطه في باليرمو، سعيًا للحصول على مساعدة لتحقيق أجندته السياسية. وقد دفع التنوع الثقافي الحيوي في صقلية إلى قبول الإدريسي دعوة الملك روجر إلى بلاطه. خلال اللقاء، قدم الإدريسي لروجر الثاني لمحة عن معرفته وخبراته الشخصية في السفر حول شمال إفريقيا وأوروبا الغربية، مما دفع روجر الثاني إلى تكليف الإدريسي بإعداد أطلس. لإنتاج هذا العمل، بدأ الإدريسي بجمع المعلومات للخرائط من خلال مقابلة المسافرين ذوي الخبرة حول معرفتهم بالعالم، معتمدًا "فقط على الجزء... الذي كان هناك اتفاق كامل عليه ويبدو موثوقًا، مستبعدًا ما كان متناقضًا." كان الملك روجر الثاني يشارك أحيانًا بنفسه في هذه المقابلات، مما يعكس رغبته في جمع المعلومات حول مملكته. استلهم الإدريسي أفكاره من عدد من المصادر، والتي يعود معظمها إلى العصر الذهبي للإسلام خلال الخلافة العباسية، عندما كانت الأعمال العلمية تزدهر في العالم الإسلامي. بالإضافة إلى ذلك، كان الإدريسي يرسل وكلاء إلى مختلف أنحاء العالم الممثلة في خريطته للتحقق من صحة المعلومات التي يقدمها المسافرون.
كان عمل الإدريسي بمثابة انحرافًا كبيرًا عن تقليد "أطلس الإسلام" الذي سبق عمله.  كما استمد الإدريسي أساليب رسم الخرائط من مدرسة الجغرافيا البَـلْخِيّة، وهي مدرسة تأسست خلال القرن العاشر في بغداد في عهد الخلافة العباسية.  ومن هذه المدرسة استمد المعلومات العلمية الدقيقة والتفاصيل الأنثروبولوجية التي أدرجها في إنشاء الأطلس. كما استخدم بعض الأدوات التي أنشأها الملك روجر الثاني للمساعدة في حساب خطوط العرض والطول.  وقد استغرقت عملية البحث هذه في النهاية حوالي 15 عامًا.

في عام 1154، قبل بضعة أسابيع فقط من وفاة الملك، أكمل الإدريسي أطلسه، حيث أنتج كتابًا يحتوي على 70 خريطة جزئية وقرصًا فضيًا يبلغ وزنه 300 رطل (140 كجم) منقوشًا عليه خريطة العالم المركبة التي شكلتها الخرائط. سيصبح هذا العمل معروفًا باسم "نزهة المشتاق في اختراق الآفاق" بالضافة الى "كتاب روجر". وقد تم صنع هذا القرص وفقًا لحسابات الإدريسي لمحيط الأرض، مما أدى لاحقًا إلى إنشاء كرة فضية منقوش عليها نفس الخريطة.

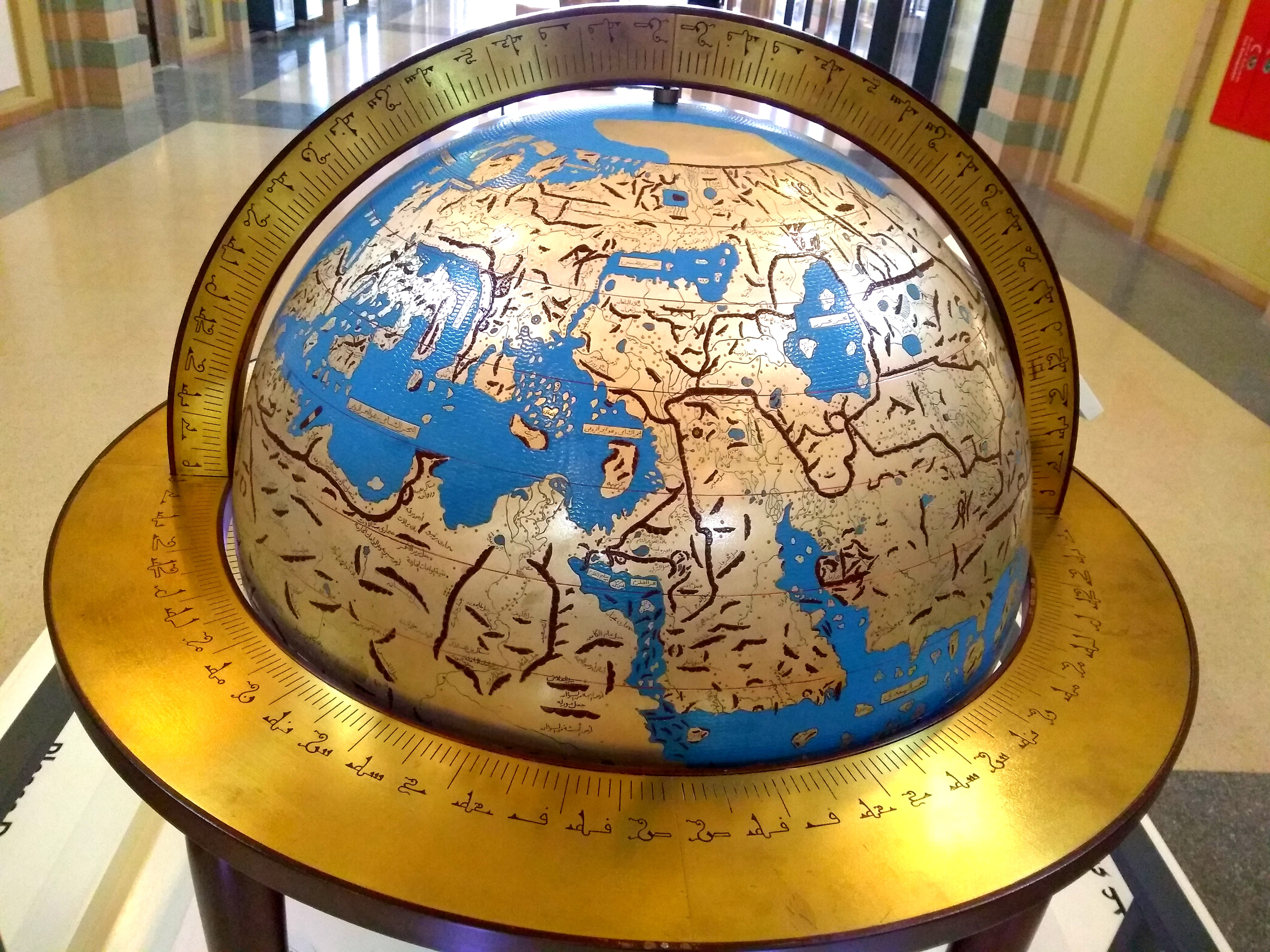
استنساخ الكرة الأرضية للإدريسي (ككرة أرضية) من قبل متحف الشارقة للحضارة الإسلامية (الإمارات العربية المتحدة).